# پولی باکا
پولی باکا (Polly Baca) (متولد ۱۳ فوریه ۱۹۴۱)، سیاستمدار اهل آمریکا است که به عنوان رئیس گروه پارلمانی حزب دموکرات در مجلس نمایندگان کلرادو (۱۹۷۶ – ۱۹۷۹ میلادی) خدمت نمود، نخستین زنی بود که به این سمت رسید و نخستین زن هیسپانیک بود که هم به مجلس سنا و هم به مجلس نمایندگان کلرادو راه یافت.
وی همچنین نخستین فردی بود که به‌طور مشترک ریاست کنوانسیون ملی دموکرات‌ها را برعهده داشت. وی برای ۱۲ سال عضو مجلس نمایندگان کلرادو بوده و همچنین در ۱۹۷۸ میلادی به عنوان عضو مجلس سنای کلرادو انتخاب شد. او مؤسسه پژوهش و خدمات آمریکای لاتین (LARASA) را تأسیس و مدیریت نموده و به عنوان رئیس و مدیر عامل اجرایی آن خدمت کرد. وی مؤسسه غیرانتفاعی پژوهش و خدمات آمریکای لاتین را در ۱۹۶۴ میلادی «به هدف رهبری و ایجاد تغییر برای بهبود کیفیت زندگی آمریکایی‌های لاتین از طریق دادخواهی، ظرفیت سازی و آموزش» بنیانگذاری نمود.
به علاوه، وی اکنون رئیس و مدیر عامل اجرایی «باکا باراگان و پرز اسوشیتس» است، «بنگاه مشورتی که در حوزه‌های پیکارهای سیاسی، توسعه رهبری چندفرهنگی، آموزش تنوع، ارایه‌های انگیزشی، تحلیل و توسعه سیاستگذاری و روابط حکومت کار می‌کند». وی هنوز هم در میان اجتماع خود فعال بوده و روی مسائل محلی و ملی که برای آمریکایی‌های کم‌درآمد مهم است کار می‌کند. باکا همواره در راستای رسیدگی به مسائل مرتبط با حقوق مدنی و پیکارهای سیاسی همکاری نموده و روی برنامه‌های توسعه روابط چندفرهنگی با شرکت‌ها و مؤسسه‌ها کار می‌نماید.

## اوایل زندگی
پولی باکا در ۱۹۴۱ میلادی در شهرستان ولد، کلرادو بدنیا آمد. وی دختر خوسی مانوئل باکا و لدا سیرا باکا است و والدین وی از نوادگان استعمارگران اسپانیای و مکزیکی بودند که در دهه ۱۶۰۰ میلادی به نیومکزیکو و کلرادو رسیدند. والدین وی کارگر مزرعه بودند، اما بعدتر پدر وی در یک شرکت ذخیره یخ و مادرش در کارخانه‌های ساخت چنگک ماهیگیری و تولید چیپس کار کرد. به علاوه، پدر وی نخستین رئیس اتحادیه وام کلیسای آنها بود، اتحادیهٔ که با وام‌های کوچک به اهالی کلیسای محل همکاری می‌کرد. پولی دو خواهر دارد: فرنی که حالا استاد بازنشسته دانشگاه کلرادو است و بیتی باکا به عنوان مشاور در واشینگتن دی.سی. کار می‌کند. پدر پدربزرگ وی در راستای پایه‌گذاری شهر ترینیداد، کلرادو همکاری نموده بود.
زمانی که وی سه ساله بود، والدین باکا به گریلی، کلرادو نقل مکان نمودند، چون این اجتماع به کلیساهای مجزا، تئاترها و شرکت‌های تجاری اجازه فعالیت می‌داد. مکزیکی‌ها و آمریکایی‌های مکزیکی‌تبار خارج از جریان اصلی اجتماع پنداشته می‌شدند. زمانی که باکا سه سال داشت، جدایی در کلیسا را تجربه نمود و این امر ایدئولوژی سیاسی وی را در آینده شکل داد.
وی با کسب مدرک لیسانس بی‌ای در رشته علوم سیاسی از دانشگاه ایالتی کلرادو فارغ‌التحصیل گردید. در جریان سال اول دانشگاه، او در رشته فیزیک آموزش دید، اما چون با سازمان‌های سیاسی زیادی در ارتباط بود، یکی از اساتید به وی مشورت داد تا رشته تخصصی خود را به علوم سیاسی تغییر دهد و او نیز آنرا پذیرفت.

## اوایل حرفه سیاسی
وی وارد سیاست دانشگاه شده و در نخست معاون و بعداً رئیس انجمن «دموکرات‌های جوان» دانشگاه ایالتی کلرادو شد؛ وی همچنین در سال اول خود نماینده کلاس بود. باکا-باراگان که در ستادهای انتخاباتی کنگره‌ای فعال بود، مسئول ستاد انتخاباتی دانشجویان کندی برای جان اف. کندی بود و به عنوان کارآموز در حزب دموکرات کلرادو کار کرد.
پس از کسب مدرک بی‌ای در رشته علوم سیاسی در ۱۹۶۲ میلادی، باکا-باراگان به عنوان دستیار ویراستار در یک روزنامه اتحادیه صنفی در واشینگتن دی سی استخدام شد. باکا در ۱۹۶۶ میلادی برای سازمان برادری منشی‌های راه‌آهن و شرکت‌های هواپیمایی کار نموده و ترغیب گردید تا کمیته هویلگا برای پشتیبانی از جنبش کارگران مزرعه را سازماندهی نماید. پس از مدت کوتاهی در ۱۹۶۷ میلادی، وی در اداره رئیس‌جمهور لیندون جانسون استخدام گردید تا به عنوان مدیر اطلاعات عمومی برای آمریکایی‌های مکزیکی‌تبار در کمیته میان سازمانی کاخ سفیدکار نماید. وی در ۱۹۶۸ میلادی به این شغل خود پایان داد.
وی در ژوئن ۱۹۶۸ به پیکار انتخاباتی ملی سناتور فقید رابرت اف. کندی برای انتخابات ریاست جمهوری ایالات متحده، پیوست. از اینرو، وی به سازماندهی ستاد انتخاباتی وایوا کندی که در قسمت شرقی لاس آنجلس متمرکز بود، پرداخت. وی در هتل سفیر در این شهر اقامت داشت. پس از مرگ جان اف. کندی، وی به فعال حقوق مدنی سزار چاوز در راستای راهپیمایی یادبود کالیفرنیا همکاری کرد، راهپیمایی ک برای حمایت کارگران مزرعه از پیکار سیاسی سناتور و دسترسی به محل دفن کندی سازماندهی شده بود. در همان سال، وی همچنین به عنوان مدیر ارشد پژوهش و اطلاعات در شورای ملی لا رازا در فینیکس، آریزونا خدمت کرد.
چند سال بعد، با اضافه کردن به لیست طولانی «نخستین‌ها»، پولی دستیار رئیس کمیته ملی دموکرات شد. مدت کوتاهی پس از برگشت به کلرادو، وی یک کسب‌وکار روابط عمومی در شهرستان آدامز باز کرد و تجربه حرفه‌ای وی باعث شکوفایی حرفه سیاسی اش شد. وی روی پیکارهای حقوق مدنی کار کرد، کمیته‌ها را سازماندهی نمود و همچنین به عنوان رئیس اجرائی شورای جنوبی‌غربی لا رازا خدمت کرد، شورای که مبلغ ۶۰۰٬۰۰۰ دلار کمک مالی برای رسیدگی به مسائل آموزشی و اقتصادی آمریکایی‌های مکزیکی‌تبار در مناطق شهری دریافت نمود. افزون بر موارد فوق، وی دستیار ویژه رئیس DNC شد. او به‌طور داوطلبانه در Escuela deGuadalupe و «تجارب آغازین» شرکت نموده و همچنین مدیر عامل اجرایی سیرا باکا سیستمز شد که یک بنگاه مشورتی متمرکز بر ارایه‌های انگیزشی، رهبری چند-فرهنگی و آموزش تنوع بود.

## رهبری سیاسی در کلرادو
در ۱۹۷۴ میلادی، پولی باکا-باراگان از حوزه انتخابیه ۳۴ام کلرادو به مجلس نمایندگان ایالتی راه یافته و چهار سال پس از آن وی در مجلس قانون‌گذاری ایالتی کلرادو انتخاب گردیده و نخستین سناتور زن هیسپانیک شد. در ۱۹۷۷ میلادی وی به عنوان نخستین رئیس زن فراکسیون دموکرات در مجلس نمایندگان انتخاب گردیده و در ۱۹۸۵ میلادی به عنوان رئیس فراکسیون دموکرات در مجلس سنا انتخاب گردید. وی نخستین زن اقلیت بود که به مجلس سنای کلرادو راه یافت و در تمامی مجلس‌های سنای ایالتی در ایالات متحده، وی نخستین زن هیسپانیک بود که به یک سمت رهبری رسیده بود. در سال اول راه خدمت خود به عنوان عضو مجلس نمایندگان از کلرادو، باکا باراگان قاعده قدیمی نظام ارشدیت که مستلزم پیروی از رویه «تماشا کردن و منتظر ماندن» در سال اول عضویت را شکست. در جلسه ۱۹۷۵ مجلس قانون‌گذاری کلرادو، وی نه طرح قانون را به مجلس معرفی نموده و هشت لایحه مجلس سنا را در مجلس نمایندگان به رأی‌گیری گذاشت. دو لایحه مجلس نمایندگان و سه لایحه مجلس سنا، توسط هر دو مجلس تصویب گردیده و با توشیح فرماندار به قانون مبدل گردید.
در کل دوران خدمت خود، وی ۲۰۱ لایحه بیشتر در مجلس نمایندگان و ۵۷ لایحه بیشتر در مجلس سنا معرفی کرد. از این میان، ۱۵۶ طرح توسط هر دو مجلس تصویب گردیده و حالا قانون هستند.